# اریک آلبروندا
اریک آلبروندا (انگلیسی: Eric Albronda؛ زادهٔ ۱۸ نوامبر ۱۹۴۵) تهیه‌کننده موسیقی، و آهنگساز اهل ایالات متحده آمریکا است.